# 人質
人質（ひとじち）は、交渉を有利にするために、人の身柄を拘束することや、拘束された人の事である。現代社会において、具体的には強盗犯もしくは立てこもり犯に監禁された人、または身代金などの目的で拉致・誘拐された人を指す。近世以前の日本では借金の担保として人身を質入れすることや、誓約の保証として妻子や親族などを相手方にとどめておくこと、またその対象も人質と呼ばれた（債務担保としての人質の節参照）。

## 近世以前の外交関係における人質

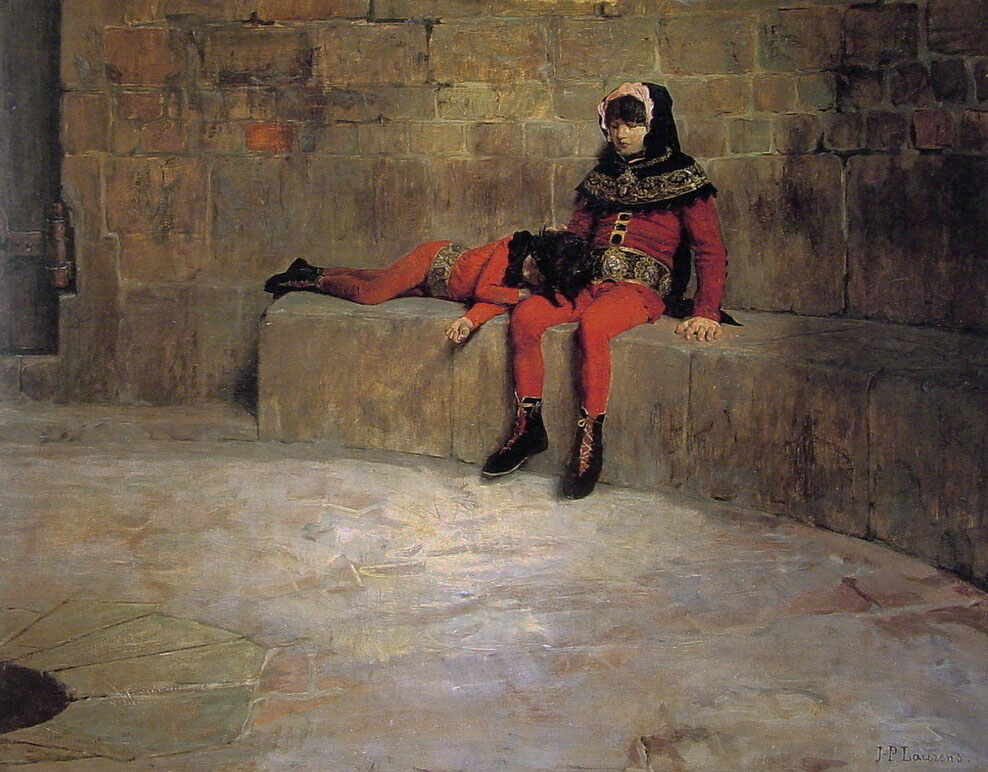
ジャン＝ポール・ローランス『人質』（1896年）

歴史上しばしば見られる、国交上の必要に応じて要求される、高い身分を持つ人質は単純な被害者とは言い切れない。人質に選ばれるのは王子など有力者の子弟であり、その人物は必然的に将来の指導階級となるだけに、これを厚遇して好印象を持たせることは保護国側に取っても重要な事であった。人質とその一行は現在での大使館にも似た外交使節とも言えるかもしれない。そして最重要国中枢の姿を間近で見て知り尽くすことが出来ることも大きな利点である。
特に古代ローマがそうであった。人質の滞在先は慎重に吟味され元老院議員等の有力者の家でその子弟と共に学友としてローマ式の教育（リベラル・アーツ）を施され、留学生とも似た境遇となる。こうしてローマ・シンパとして育てられた人質が帰国して指導階級となり、親ローマの立場を取ることで円満な外交関係が築かれる事は正にローマの望むところであった。更に人質時代に築かれた人脈はその関係を潤滑にする。
それはローマ以外のどの国、時代でも似たものであったろう。関係断絶の際にその立場は生命の危機も含む困難なものともなるが、平時にはその立場は悪くはないものであった。
古代の東アジアにおける「人質」は約束の証拠である。王権間の特別の修好結縁に際し、「盟」約にともなう国際的儀礼の一環として、王の近親の者を一時期提供する。政治的手段の性質があり戦略的色彩が濃い。人質を送ることは服属を意味するものではない。人質が「保証」の意義をもつことは一般の質の目的と共通である。
日本の戦国時代、人質は誓約の証とされたが、対象となったのは当主の子息やその母親、妻などで、成人男性は基本、人質となることはなかった。近世においては、大名が公儀への忠誠の証として、自らとその重臣の家族を「証人」として、大坂や江戸、京都の屋敷に住まわせる慣行があった（大名証人制度）。寛文5年（1665年）に重臣については証人制度が廃止され、大名の妻子については幕末の文久2年（1862年）閏8月22日に廃止された。

## 人質として知られる歴史上の人物

### 日本
- 木曽義高
- 徳川家康 - 今川氏からの支援を受ける見返りとして、当時竹千代と呼ばれた徳川家康が人質となるが、同行していた継母の父が裏切ったことから織田氏の人質となった後、今川氏が織田信広を捕虜とし、織田信広との人質交換で再び今川氏の人質となった[6]。
- 北条氏規
- 大政所
- 黒田長政
- 毛利隆元
- 伊達秀宗

### 海外
- 始皇帝 ‐ 漢時代に書かれた『史記』によると、秦と趙との間の休戦協定履行のため、父である異人（後の秦の30代君主荘襄王）は人質生活を送り、その子として生まれた時点で人質の生活であった。
- ピリッポス2世
- ポリュビオス
- ティグラネス2世
- テオドリック
- ヴラド3世

## 予防措置としての人質

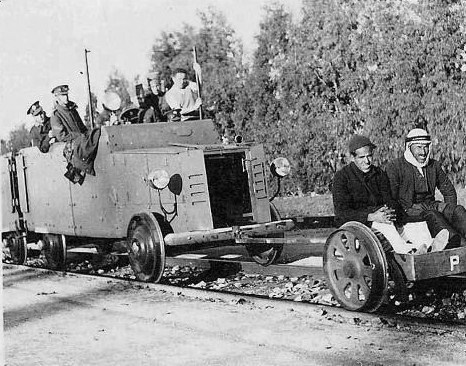
1936年パレスチナのアラブ反乱 (1936-1939年)の際に取られた、アラブ側の攻撃を避けるためのイギリス軍の人質戦術。装甲列車の前車両に二人のアラブ人が乗せられている。

フランスでは、プレリアル30日のクーデターの後、総裁政府はいわゆる「人質法」の制定に動いた。これは反革命者の身内を拘禁し、官吏や軍人が処罰されるごとに人質を処罰するというものであった。
ナチス・ドイツは占領区域においてこの人質政策をとり、ユダヤ人やレジスタンスなどの人質を拘禁した。ドイツ側の人員が殺傷された場合には、これらの人質は殺害された。ナチス・ドイツ占領下のフランスではこの措置が頻繁に行われ、マルク・ブロックやガブリエル・ペリなど多数の人間が処刑された。これらの行為はハーグ陸戦条約50条で禁止されている。

## 犯罪事件における人質

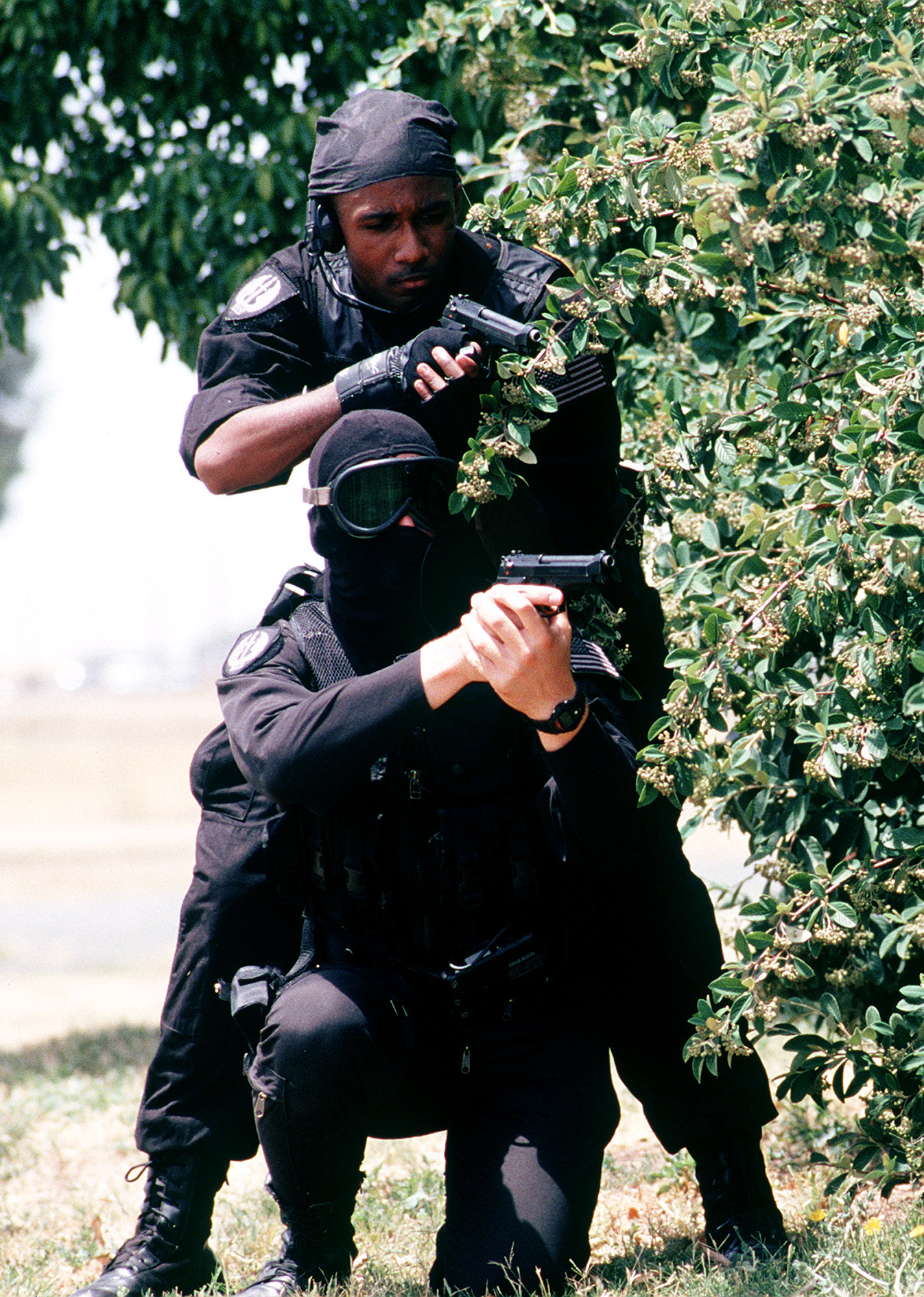
SWAT

強盗などの犯罪事件において犯人が人質を確保し、要求を行うことはしばしば見られる。日本においてこれらの行為は『人質による強要行為等の処罰に関する法律』によって禁止されている。人質事件が発生した場合、当局は人質救出作戦において人質の生命を最優先に犯人側の要求を呑むか、人質に多少の犠牲が出ることを覚悟で犯人側の身柄拘束・殺害を試みるかの選択を迫られる。日本政府は1977年のダッカ日航機ハイジャック事件において前者の立場を取り犯人側の要求を認めて「超法規的措置」を取って収監されていたテロリストを解放した。この措置は国際社会から強い批判を受けた。後者の立場をとる場合にも通常の警察力だけでは対応できないことが多く、専門の訓練を受けた警察官、あるいは軍隊によって専門の部隊が構成される。
一方で人質事件においては犯人に対して人質の解放や待遇改善を求める交渉も重視される。政治的要求の場合は犯人との間の仲介者や仲介者の支援者も重視される。テロ事件の場合は要求相手と直接関係無い第三者を人質とするケースもしばしばある。
また、明確な要求がない場合においても、偶然、現場に居合わせた人々を人質に取り、警察の介入を遅らせたり、治安部隊との戦闘に備えて人間の盾にするケースもある。
なお、否認事件の被疑者を長期間拘束し自白を強要するような取調べの慣習を「人質司法」と呼ぶことがある。これは「被疑者自身が人質のような扱いを受けている」という意味で名付けられたものであり、「人質」の本来の意味とはやや異なる。

## 人質救出作戦部隊
人質救出作戦を行う部隊名を挙げる。ただし、特殊部隊の多くは人質救出作戦を含めた様々な作戦を想定・遂行しており、それらすべてを挙げることは冗長となるため、主要な部隊名に限って羅列する。特殊部隊の一覧も参照のこと。
 日本 警察 特殊急襲部隊（SAT）・特殊事件捜査係 - 愛知県警察SATが長久手発砲立てこもり事件に投入
 イギリス陸軍 特殊空挺部隊 - 駐英イラン大使館占拠事件に投入
 ロシア 連邦保安庁 アルファ部隊 - モスクワ劇場占拠事件に投入
 アメリカ合衆国 警察 SWAT・連邦捜査局 人質救出チーム
 ドイツ 連邦警察 GSG-9 - ルフトハンザ航空181便ハイジャック事件に投入

## 近代以降における主な人質事件
- 1918年- 1923年 - 赤色テロ。レーニンとボリシェヴィキによって反革命勢力とされた人々に対して人質がとられ続けた[10]。
- 1960年・1970年 - 日本航空ハイジャック事件
- 1968年 - 金嬉老事件
- 1970年 - 三島事件
- 1970年 - 瀬戸内シージャック事件 - 犯人が射殺され、事件解決。
- 1972年 - あさま山荘事件
- 1972年 - ミュンヘンオリンピック事件
- 1976年 - エンテベ空港奇襲作戦
- 1977年 - 経団連襲撃事件
- 1977年 - 長崎バスジャック事件 - 犯人が射殺され、事件解決。
- 1977年 - ダッカ日航機ハイジャック事件
- 1979年 - 三菱銀行人質事件 - 日本の人質事件で初めて人質が殺害された。犯人が射殺され、事件解決。
- 1980年 - 駐英イラン大使館占拠事件
- 1981年 - 深川通り魔殺人事件
- 1985年 - コロンビア最高裁占拠事件
- 1992年 - 町田市立てこもり事件
- 1994年 - 朝日新聞東京本社立てこもり事件
- 1995年 - 全日空857便ハイジャック事件
- 1996年 - 在ペルー日本大使公邸占拠事件
- 1999年 - 京葉銀行津田沼支店立て籠もり事件
- 1999年 - 全日空61便ハイジャック事件 - 日本のハイジャックによる人質事件で初めて人質（乗っ取り機の機長）が死亡。
- 2000年 - 西鉄バスジャック事件 - 少年犯罪で、日本のバスジャックによる人質事件で初めて人質（乗客）が死亡。
- 2000年 - リオデジャネイロバスジャック事件
- 2002年 - 二丈町立てこもり殺人事件
- 2002年 - モスクワ劇場占拠事件
- 2003年 - 名古屋立てこもり放火事件
- 2004年 - イラク日本人人質事件
- 2004年 - ベスラン学校占拠事件
- 2007年 - 長久手発砲立てこもり事件
- 2007年 - 2007年ターリバーン韓国人拉致事件
- 2008年 - エチオピア医師人質事件
- 2008年 - アフガニスタン日本人拉致事件
- 2010年 - 米記者人質事件
- 2010年 - イラク米軍人質事件
- 2010年 - 2010年フィリピン香港人拉致事件
- 2013年 - アルジェリア人質事件
- 2014年 - 2014年シドニー人質立て籠もり事件
- 2015年 - ISILによる日本人拘束事件
- 2015年 - パリ同時多発テロ事件
- 2023年 - 2023年パレスチナ・イスラエル戦争

## 関連する法律や慣習
- 人質を取る行為に関する国際条約（英語版）(人質行為禁止条約)
- 18 USC 1203: Hostage Taking Act（英語版） - アメリカ合衆国における人質を禁じる法律。
- 国王演説#人質 - イギリス国王が議会で演説する際、与党の有力議員をパッキンガム宮殿に人質として拘留する慣習がある（議会派と王党派が戦ったイングランド内戦の歴史も参照）。

## 債務担保としての人質
近世以前の日本においては、主に借金などの債務について人身を担保として、債務不履行時には身売りなどを行ったり、債務弁済の履行まで妻子や親族などを相手方にとどめておくことが行われ、これを人質と呼び、また、その対象となる人身も人質と呼ばれた。
徳川幕府は人身売買を厳禁としていたが、事実においては譜代奉公または年季奉公の形式をとってなされており、遊廓などへの身売りなども法律上は奉公の名義において許されたものであった。そもそも人質に至っては、一般的にこれを禁止する法律がなく、わずかに元禄御法式に「女房を妾奉公に出す者之類附女房を質物に置く者 死罪、取持候者同罪、女房を質物に置く者 二十里四方追放」とあり、女房の質入れを禁止するにとどまっていた。そのため、義太夫節の浄瑠璃正本の中には、女性の質入れを取り上げた例もある。人質と称してはいるが、債権者が身柄を押さえているものではなく、一種の人身抵当（江戸期の用語では『書入』）に他ならない。債務不履行（質流）にあたっては、紀海音作『笠屋三勝二十五年忌』に「銀高四貫五百匁の質物には、其三勝（注.人名、借り手平左衛門の娘）霜月晦日過たらば、其方へ引取りて遊女奉公にやり成共、又女房になされう共、毛頭かまひ候はぬと、手形証文取ている（貸金四貫五百文の担保として、三勝を置くが、霜月末日（までに返済がなく）過ぎたときは、そちらで引き取ってもらって、遊女奉公に出そうとも、また、女房にしようとも、構わないとの証文をとっている）」とあって、その実情が窺い知れる。一方で、年季質物奉公人というものがあり、こちらは、債務のある間、貸主の元にあって、使役させられるものを言い、こちらは、債務元本に利子を付すことができない点で書入れとはその性質を異にした。